# 편지 (1940년 영화)
《편지》(The Letter)는 미국에서 제작된 윌리엄 와일러 감독의 1940년 드라마, 느와르 영화이다. 베티 데이비스 등이 주연으로 출연하였다.

## 출연

### 주연
- 베티 데이비스
- 게일 손더그라드
- 허버트 마샬

## 기타
- 원작자: Somerset Maugham